# Império do Cambuci
O GRCEBES Império do Cambuci foi uma escola de samba da cidade de São Paulo.

## História
A escola foi fundada em 13 de maio de 1963, por sambistas dissidentes da Unidos do Peruche, Lavapés e Garotos do Ipiranga. No ano de 1964, começa a desfilar nos carnavais dos bairros e em 1968 já participava dos desfiles oficiais pelo Grupo 2, equivalente ao atual Grupo de Acesso.
Em 1969 foi a grande campeã do Grupo 2, o que fez com que a agremiação participasse no ano seguinte, pela primeira vez em sua história, do Grupo 1 (atual Grupo Especial), se mantendo na elite do Carnaval Paulistano por vários anos seguidos.
No ano de 1986, disputa pela primeira vez pelo Grupo 3, sendo rebaixada para o Grupo 4, sendo este o pior resultado da escola desde sua fundação. Após oscilar nas divisões inferiores, consegue em 1998 se manter na segunda divisão do carnaval paulistano, equivalente ao atual Grupo de Acesso. Porém, em 2001, acaba sendo rebaixada para a terceira divisão, o que culminaria com a decadência da escola.
Em 2007, após terminar na 4ª colocação no Grupo de Espera, a última divisão do carnaval paulistano, a agremiação acaba por não voltar mais aos desfiles oficiais.

## Carnavais
| Ano  | Colocação | Grupo           | Enredo                                                                             | Carnavalesco           | Ref.   |
| ---- | --------- | --------------- | ---------------------------------------------------------------------------------- | ---------------------- | ------ |
| 1968 | 3º Lugar  | 2               | Fatos históricos do nosso imenso Brasil                                            |                        | [ 3 ]  |
| 1969 | 1º Lugar  | 2               | Viajando através do Brasil                                                         |                        | [ 4 ]  |
| 1970 | 5º Lugar  | 1               | Brasil e as três capitais                                                          |                        | [ 5 ]  |
| 1971 | 4º Lugar  | 1               | Independência do Brasil                                                            |                        | [ 6 ]  |
| 1972 | 9º Lugar  | 1               | Diamantina de um Brasil distante                                                   |                        | [ 7 ]  |
| 1973 | 4º Lugar  | 1               | Epopéia Gloriosa do Café – "Ouro "Verde"                                           |                        | [ 8 ]  |
| 1974 | 5º Lugar  | 1               | Maracatu, Festa, Glória e Alegria de um Povo                                       |                        | [ 9 ]  |
| 1975 | 6º Lugar  | 1               | São Paulo e seus poetas                                                            |                        | [ 10 ] |
| 1976 | 9º Lugar  | 1               | Mãe África                                                                         |                        | [ 11 ] |
| 1977 | 1º Lugar  | 2               | Manoa, um sonho dourado                                                            |                        | [ 12 ] |
| 1978 | 10º Lugar | 1               | Paranãendy – O resplendor do Mar                                                   |                        | [ 13 ] |
| 1979 | 11º Lugar | 1               | Lagoa Santa, uma visão do paraíso                                                  |                        | [ 14 ] |
| 1980 | 3º Lugar  | 2               | A Bahia na visão de Carybé                                                         |                        | [ 15 ] |
| 1981 | 5º Lugar  | 2               | Poromonhangaba, O Senhor dos Sonhos                                                |                        | [ 16 ] |
| 1982 | 6º Lugar  | 2               | Tem Gato na Tuba ou Carnavais de João de Barro                                     |                        | [ 17 ] |
| 1983 | 6º Lugar  | 2               | Arte do Povo, Quatro Noites de Fantasia                                            |                        | [ 18 ] |
| 1984 | 8º Lugar  | 2               | Do Outro Lado do Espelho                                                           |                        | [ 19 ] |
| 1985 | 9º Lugar  | 2               | O Vale dos Orixás                                                                  |                        | [ 20 ] |
| 1986 | 10º Lugar | 3               | Moribeca, Leva Breca, um Veado Branco Faz um Negro Feliz                           |                        | [ 21 ] |
| 1987 | 4º Lugar  | 4               | Lero-Lero, Se é Moleza eu Também Quero                                             |                        | [ 22 ] |
| 1988 | 2º Lugar  | 3               | 25 Anos de Emoções                                                                 |                        | [ 23 ] |
| 1989 | 2º Lugar  | 2               | Tropicália Desvairada – Canto ao Herói Desconhecido                                |                        | [ 24 ] |
| 1990 | 12º Lugar | 1               | Plínio Marcos, nas Quebradas do Mundaréu                                           |                        | [ 25 ] |
| 1991 | 8º Lugar  | 2               | No Princípio Eram as Deusas, Hoje São as Mulheres                                  |                        | [ 26 ] |
| 1992 | 9º Lugar  | 2               | Lua dos Mil Encantos                                                               |                        | [ 27 ] |
| 1993 | 2º Lugar  | 3               | A Liberdade no Papel                                                               |                        | [ 28 ] |
| 1994 | 7º Lugar  | 2               | Mucuri Odó, a Coroação do Rei Bidu                                                 |                        | [ 29 ] |
| 1995 | 5º Lugar  | 2               | Histórias da Vovó                                                                  |                        | [ 30 ] |
| 1996 | 3º Lugar  | 2               | Caiu na Rede é Samba                                                               |                        | [ 31 ] |
| 1997 | 2º Lugar  | 2               | Na Terra das Artes (Império na Cidade das Artes)                                   |                        | [ 32 ] |
| 1998 | 7º Lugar  | 1               | Império Volta às Origens                                                           |                        | [ 33 ] |
| 1999 | 6º Lugar  | 1               | Uma Lenda de Amor                                                                  | Eduardo Félix da Cunha | [ 34 ] |
| 2000 | 5º Lugar  | 1               | Esses, São Outros 500!                                                             | Vaníria Nejelschi      | [ 35 ] |
| 2001 | 9º Lugar  | 1               | Primavera Estação Também das Flores                                                |                        | [ 36 ] |
| 2002 | 3º Lugar  | 1A              | As Três Décadas da Morada do Samba                                                 | Nilson Ferreira        | [ 37 ] |
| 2003 | 10º Lugar | 1A              | A História de uma História, Que Conta a História de uma Cidade Chamada São Vicente | Nilson Ferreira        | [ 38 ] |
| 2004 | 4º Lugar  | 2               | Um Passeio ao Zoológico                                                            |                        | [ 39 ] |
| 2005 | 12º Lugar | 2               | Da senzala ao carnaval, a liberdade vem a cada amanhecer                           | Antônio Carlos Canindé | [ 40 ] |
| 2006 | 20º Lugar | 3               |                                                                                    |                        | [ 41 ] |
| 2007 | 4º Lugar  | Grupo de Espera | Rumo à Sagrada Colina, Fé no Santo Forte da Bahia, Valei-me Nosso Senhor do Bonfim |                        | [ 42 ] |